# Caros Død
Caros Død er en dansk stumfilm fra 1906, der er instrueret af Viggo Larsen efter manuskript af Arnold Richard Nielsen.

## Handling
Denne artikel mangler et handlingsreferat. Hjælp os med at skrive det.